# Војнограничарска зграда у Сремској Митровици
Војнограничарска зграда у Сремској Митровици подигнута је 1747. године, када је Сремска Митровица постала средиште Петроварадинског деветог граничарског пука. За потребе граничара саграђене су многе административне, војне и стамбене зграде. Зграда има статус споменика културе од великог значаја.

## Изглед
Једноставна просторна организација обухватала је службене просторије намењене граничарским потребама у приземљу и стан за потпуковника на спрату. Зграда је солидно грађена од опеке и малтера. Симетрична композиција рашчлањена је хоризонтално широко профилисаним венцем између приземља и спрата, затим наизменичним хоризонтално и полукружно обрађеним венцем изнад спратних прозора и богато профилисаним поткровним венцем. Посебан акценат главној фасади даје централни ризалит са лучно завршеном улазном капијом и правоугаони прозор на спрату фланкиран са два пиластра. После укидања Војне границе 1881. године, зграда је адаптирана за цивилне потребе и у њој су биле смештене многе установе културе.
Данас се у просторијама овог значајног здања налази Завод за заштиту споменика културе и Туристичка организација Града Сремска Митровица. Конзерваторски радови су извођени 1987. године.